# Colpodonta lemairei
Colpodonta lemairei là một loài bướm đêm trong họ Geometridae.